# Liste des plus grandes églises évangéliques
Cette liste des plus grandes églises évangéliques n'est pas exhaustive et contient uniquement les  
 megachurches chrétiennes évangéliques par assistance hebdomadaire.

## Caractéristiques
Une megachurch chrétienne évangélique fait partie des courants suivants : baptisme, pentecôtisme, mouvement charismatique évangélique, mouvement néo-charismatique et non confessionnel.  Elle a une assistance hebdomadaire de 2 000 personnes et plus,. Quand une mégaéglise compte plus de 10 000 personnes qui se rassemblent en même temps, on parle de Gigachurch,.

## Instituts de recherche

### Publications annuelles
Outreach Magazine publie annuellement une liste des plus grandes  megachurches chrétiennes évangéliques des États-Unis.

### Statistiques
Exponential compte 270 mégaéglises évangéliques dans le monde (hors Canada et États-Unis) ,. L’Hartford Institute compte plus de 1 800 mégaéglises aux États-Unis, et 35 au Canada.

## Liste
L'assistance est comptabilisée par les églises au niveau local, et recensée par les centres de recherche.  Cette liste ne compte pas l'assistance nationale ou internationale de confession chrétienne.

| Nom                                             | Affiliation                                             | Courant                             | Ville          | Pays         | Assistance |
| ----------------------------------------------- | ------------------------------------------------------- | ----------------------------------- | -------------- | ------------ | ---------- |
| Yoido Full Gospel Church                        | Assemblées de Dieu                                      | Pentecôtisme                        | Séoul          | Corée du Sud | 480,000    |
| Calvary Temple                                  | Non                                                     | Christianisme non confessionnel     | Hyderabad      | Inde         | 330,000    |
| Église Béthanie de Nginden                      | Église indonésienne de Béthanie                         | Mouvement charismatique évangélique | Surabaya       | Indonésie    | 140,000    |
| Life.Church                                     | Evangelical Covenant Church                             | Christianisme non confessionnel     | Edmond         | États-Unis   | 76,000     |
| New Life Fellowship Association                 | Non                                                     | Christianisme non confessionnel     | Mumbai         | Inde         | 70,000     |
| Deeper Life Bible Church                        | Non                                                     | Christianisme non confessionnel     | Lagos          | Nigeria      | 65,000     |
| Victory Christian Fellowship of the Philippines | Every Nation Churches                                   | Christianisme non confessionnel     | Manille        | Philippines  | 65,000     |
| Église des Highlands                            | Association of Related Churches                         | Christianisme non confessionnel     | Houston        | États-Unis   | 60,000     |
| Christ's Commission Fellowship                  | Christ's Commission Fellowship                          | Christianisme non confessionnel     | Pasig          | Philippines  | 55,000     |
| Lakewood Church                                 | Non                                                     | Christianisme non confessionnel     | Houston        | États-Unis   | 45,000     |
| North Point Community Church                    | Non                                                     | Christianisme non confessionnel     | Alpharetta     | États-Unis   | 43,830     |
| Faith Tabernacle                                | Living Faith Church Worldwide                           | Mouvement charismatique évangélique | Lagos          | Nigeria      | 50,000     |
| Igreja Batista da Lagoinha                      | Convenção Batista Nacional (Alliance baptiste mondiale) | Baptisme                            | Belo Horizonte | Brésil       | 50,000     |
| Misión Cristiana Elim Internacional             | Non                                                     | Pentecôtisme                        | San Salvador   | Salvador     | 50,000     |
| Redeemed Christian Church of God                | Non                                                     | Pentecôtisme                        | Lagos          | Nigeria      | 50,000     |
| El Lugar de Su Presencia                        | Non                                                     | Mouvement charismatique évangélique | Bogotá         | Colombie     | 42,000     |
| Communauté chrétienne de l'eau vive             | Non                                                     | Mouvement charismatique évangélique | Lima           | Pérou        | 42,000     |
| New Life Assembly of God                        | Assemblées de Dieu de l'Inde (Assemblées de Dieu)       | Pentecôtisme                        | Chennai        | Inde         | 40,000     |